# Chester Nimitz
Chester William Nimitz (Fredericksburg, 1885. február 24. – Yerba Buena Island, 1966. február 20.) az Egyesült Államok tengernagya volt, aki a második világháború idején a Csendes-óceánon két fontos parancsnoki tisztséget látott el. Ő volt az amerikai haditengerészet parancsnoka és az egyesített szövetséges légi, szárazföldi és tengeri erők parancsnoka. A háborút megelőző években az amerikai tengeralattjárók parancsnoka volt. A háború után az amerikai haditengerészet főparancsnoka volt. Ő volt az USA utolsó flottatengernagya.

## Fiatalkora
Texasi német családban született. Apja Chester Bernhard Nimitz, anyja Anna Josaphine Susanne Henke volt. Apja beteges ember volt, fiatalon, még a fia megszületése előtt meghalt.

## Karrierje

### A kezdetek
Fiatalon jelentkezett az Amerikai Egyesült Államok hadseregének West Point-i akadémiájába. Az akadémia elvégzése után 1905-ben a BB-12 Ohio csatahajóra helyezték szolgálatba. 1906-ban a Baltimore, majd 1907-ben a Panay, a Decatur, és a Denver nevű hadihajókon szolgált. 1909-ben az Első Tengeralattjáró flottához került, ahol több tengeralattjáró parancsnoka is volt.

### Első világháború
Az első világháborúban az Atlanti-óceáni flottában szolgált. 1919 májusától 1920 júniusáig a BB-26 South Carolina csatahajó kapitánya volt, majd újra a tengeralattjáró-parancsnok lett Pearl Harborban.

### Második világháború
1941 decemberében nevezték ki admirálissá és ő lett Husband Edward Kimmel tengernagy utóda a Csendes-óceáni Flotta élén. Ott volt a csendes-óceáni hadszíntér minden fontosabb ütközeténél, így a Korall-tengeri, a midwayi csatában és a Salamon-szigetek elfoglalásánál. Taktikája sokban különbözött Douglas MacArthur tábornokétól, ami miatt ellentét alakult ki közöttük. 1944. december 9-én nevezték ki az egész Csendes-óceáni Flotta parancsnokának. Ott volt 1945. szeptember 2-án a USS Missouri csatahajó fedélzetén a fegyverszünet aláírásakor. 1947-ben vonult nyugdíjba.

### Szolgálaton kívüli flottatengernagyként
1966. február 20-án, Yerba Buena szigeten halt meg.

## Rendfokozatai
- Tengerészkadét – 1905. január

| Korvetthadnagy  | Fregatthadnagy | Sorhajóhadnagy   | Korvettkapitány     | Fregattkapitány  | Sorhajókapitány |
| O-1             | O-2            | O-3              | O-4                 | O-5              | O-6             |
| --------------- | -------------- | ---------------- | ------------------- | ---------------- | --------------- |
|                 |                |                  |                     |                  |                 |
| 1907. január 7. | nem volt       | 1910. január 31. | 1916. augusztus 29. | 1918. február 1. | 1927. június 2. |

| Ellentengernagy | Ellentengernagy  | Altengernagy | Tengernagy         | Flottatengernagy   |
| O-7             | O-8              | O-9          | O-10               | O-11               |
| --------------- | ---------------- | ------------ | ------------------ | ------------------ |
|                 |                  |              |                    |                    |
| nem volt        | 1938. június 23. | nem volt     | 1941. december 31. | 1944. december 19. |

- Állandó, egész életre szóló flottatengernagyi kinevezés 1946. május 13-án.

Amikor Nimitzet ellentengernaggyá léptették elő, akkor a haditengerészetben nem volt egycsillagos ellentengernagyi rangjelzés. Az előléptetés kapitányból egyenesen kétcsillagos admirálissá tette Nimitzet. Az Amerikai Egyesült Államok Kongresszusának engedélyével a tengernagy átugrotta a háromcsillagos altengernagyi rangot, és 1941 decemberében négycsillagos tengernaggyá vált.
Nimitz emellett soha nem volt alhadnagyi beosztásban, mivel hároméves zászlós szolgálat után azonnal teljes hadnaggyá léptették elő. Adminisztratív okokból Nimitz személyzeti aktájában az szerepel, hogy ugyanaznap léptették elő alhadnaggyá és hadnaggyá.

## Kitüntetései

### Amerikai kitüntetések
| Gold Award Star · Gold Award Star · Gold Award Star | Navy Distinguished Service Medal – A haditengerészet kiemelkedő szolgálatáért, három aranycsillaggal                     |
|                                                     | Army Distinguished Service Medal – A hadsereg kiemelkedő szolgálatáért                                                   |
|                                                     | Silver Lifesaving Medal – Ezüst életmentő érem                                                                           |
| Silver Award Star · Bronze Service Star             | World War I Victory Medal – Első világháborús győzelmi érem védőkíséret csillaggal és haditengerészeti dicsérőcsillaggal |
|                                                     | American Defense Service Medal – Amerikai honvédelmi szolgálatért érem                                                   |
|                                                     | Asiatic-Pacific Campaign Medal – Ázsiai és csendes-óceáni hadszintér hadjárata érem                                      |
|                                                     | World War II Victory Medal – Második világháborús győzelmi érem                                                          |
|                                                     | National Defense Service Medal – Nemzeti honvédelmi szolgálatért érem                                                    |

### Külföldi kitüntetések
- Egyesült Királyság – A Bath-rend Nagy Lovagi Keresztje, tiszteletbeli lovag
- Egyesült Királyság – Csendes-óceáni csillag
- Franciaország – Légion d'honneur (francia Becsületrend)
- Fülöp-szigetek – Fülöp-szigeteki Bátorsági Érdemrend
- Fülöp-szigetek – Fülöp-szigetek Felszabadítási Érméje egy bronz szolgálati csillaggal
- Hollandia – Orange-Nassau-rendjének kardos tagja a Nagy Lovagkereszttel
- Görögország – I. György-rend Nagykeresztje
- Kína – Pao Ting Nagykordonja
- Guatemala – Elsőosztályú katonai érdemrend (La Cruz de Merito Militar de Primera Clase)
- Kuba – Carlos Manuel de Cespedes-rend Nagykeresztje
- Argentína – San Martin felszabadító rendje (Orden del Libertador San Martin)
- Ecuador – Abdon Calderon Csillag
- Argentína – A Felszabadító-rend Nagykeresztje
- Belgium – A belga Koronarend pálmás Nagykeresztje (Grand-croix De l′orde de la Couronne avec palme)
- Belgium – Pálmás Háborús Kereszt (Croix de guerre avec palme)
- Olaszország – Az Olaszországi Katonai Rend Nagykeresztjének Lovagja (Cavaliere di Gran Croce)
- Brazília – Haditengerészeti Becsületrend (Ordem do Merito Naval)

## Emlékezete
Róla nevezték el a USS Nimitz repülőgép-hordozót.